# 大阪女学院短期大学
大阪女学院短期大学（日语：／ Ōsaka Jogakuin Tanki Daigaku *），简称维耳美那，是一所位于日本大阪府大阪市中央区的私立短期大学。

## 概要

### 简介
- 学校最早可以追溯到1884年[1][2]。短期大学为于1968年开办[2]、由学校法人大阪女学院经营[3]。来源于美国人传教士创立的学校、由于教育的基础是新教。

### 历史
- 1968年 大阪女学院短期大学成立并同时设置一个学科即英语科[2]。
- 1972年 专科英语专攻成立（招生到于2003年）[2]。

### 宪章
- 请参看大阪女学院短期大学的标志 （页面存档备份，存于） （日語） 2014年6月3日阅览。

## 学校环境
- 校区：在大阪府大阪市中央区

## 历任校长
- 奥岛敬一：第一代短期大学校长[4]。

## 组织

### 学科
- 英语科

## 专科
| - 英语专攻 |

### 业余课程
| - 没有 |

## 相关链接
- 日本短期大学列表